# 耶爾維爾
耶爾維爾（英語：Yellville）是一個位於美國阿肯色州馬里昂縣的城市。根據2020年美國人口普查，該地人口為1178人，而該地的面積約為6.49平方千米。同時該地也是馬里昂縣的縣治。

## 地理
耶爾維爾的座標為36°13′47″N 92°41′07″W / 36.22972°N 92.68528°W，而該地的平均海拔高度為191米（即627英尺）。